# Coupe du Golfe des nations de football 2013
Navigation
Yémen 2010 Arabie saoudite 2014
La Coupe du Golfe des nations de football 2014 est la 21e édition de la Coupe du Golfe des nations de football, compétition organisée par l'Association du Golfe de football (en arabe الاتحاد الخليجي لكرة القدم) et rassemblant les 7 équipes des pays arabes du golfe plus l'équipe du Yémen.
Elle se déroule au Bahreïn du 5 janvier au 18 janvier 2013 à la suite de la décision de l’association de délocaliser le tournoi de la ville de Bassora (Irak) en raison des problèmes de sécurité régnant dans le pays.
L'équipe des Émirats arabes unis gagne son 2e titre de son histoire.

## Stades et villes retenus
Les villes de Riffa et de Madinat 'Isa ont été retenues pour le déroulement de ce tournoi, avec leurs deux stades respectifs.

### Stades
| Riffa                     | Madinat 'Isa                      |
| Stade national de Bahreïn | Stade de Khalifa Sports City (en) |
| ------------------------- | --------------------------------- |
|                           |                                   |
| Capacité : 35 000         | Capacité : 20 000                 |

## Participants et pots
| Pots | Sélections nationales    | Classement FIFA |
| A    | Bahreïn (pays hôte)      | 115             |
| A    | Koweït (tenant du titre) | 112             |
| B    | Irak                     | 80              |
| B    | Oman                     | 95              |
| C    | Qatar                    | 101             |
| C    | Arabie saoudite          | 113             |
| D    | Émirats arabes unis      | 116             |
| D    | Yémen                    | 157             |

## Premier tour
Les 8 équipes sont réparties en 2 groupes à la suite d'un tirage au sort prenant en compte le classement FIFA des équipes. Les deux têtes de série étaient le Bahreïn en tant que pays organisateur et le Koweït en tant que tenant de titre. De chaque groupe se qualifient les deux premières équipes pour les demi-finales.

### Groupe A
Dans ce groupe, les Émirats arabes unis ont gagné tous leur matchs, et finissent donc premier avec 9 points. Le Bahreïn réussit à obtenir le second billet qualificatif à l'issue d'un match très serré avec le Qatar. L'Oman n'obtient qu'un seul point. 
| Rang | Équipe              | Pts | J | G | N | P | Bp | Bc | Diff |
| ---- | ------------------- | --- | - | - | - | - | -- | -- | ---- |
| 1    | Émirats arabes unis | 9   | 3 | 3 | 0 | 0 | 7  | 2  | +5   |
| 2    | Bahreïn             | 4   | 3 | 1 | 1 | 1 | 2  | 2  | 0    |
| 3    | Qatar               | 3   | 3 | 1 | 0 | 2 | 3  | 5  | -2   |
| 4    | Oman                | 1   | 3 | 0 | 1 | 2 | 1  | 3  | -2   |

| 5 janvier 2013 | Bahreïn | 0 – 0   | Oman | Stade national de Bahreïn, Riffa                 |                                                  |
| 19:15 UTC-3    |         | (0 - 0) |      | Spectateurs : 35 000 Arbitrage : Ravshan Irmatov | Spectateurs : 35 000 Arbitrage : Ravshan Irmatov |
| 19:15 UTC-3    | Report  |         |      | Spectateurs : 35 000 Arbitrage : Ravshan Irmatov | Spectateurs : 35 000 Arbitrage : Ravshan Irmatov |

| 5 janvier 2013 | Qatar              | 1 – 3   | Émirats arabes unis                        | Stade Khalifa Sports City, Madinat 'Isa           |                                                   |
| 21:15 UTC-3    | Ibrahim 11e (pen.) | (1 - 2) | Abdulrahman 13e · Mabkhout 29e · Ahmed 66e | Spectateurs : 20 000 Arbitrage : Khalil Al Ghamdi | Spectateurs : 20 000 Arbitrage : Khalil Al Ghamdi |
| 21:15 UTC-3    | Report             |         |                                            | Spectateurs : 20 000 Arbitrage : Khalil Al Ghamdi | Spectateurs : 20 000 Arbitrage : Khalil Al Ghamdi |

| 8 janvier 2013 | Qatar                             | 2 – 1   | Oman                 | Stade national de Bahreïn, Riffa                  |                                                   |
| 16:15 UTC-3    | Ibrahim 56e (pen.) · El-Sayed 88e | (0 - 0) | Al-Hadhri 71e (pen.) | Spectateurs : 5 000 Arbitrage : Mukhtar Al Yarimi | Spectateurs : 5 000 Arbitrage : Mukhtar Al Yarimi |
| 16:15 UTC-3    | Report                            |         |                      | Spectateurs : 5 000 Arbitrage : Mukhtar Al Yarimi | Spectateurs : 5 000 Arbitrage : Mukhtar Al Yarimi |

| 8 janvier 2013 | Bahreïn       | 1 – 2   | Émirats arabes unis      | Stade national de Bahreïn, Riffa                 |                                                  |
| 19:15 UTC-3    | Al Malood 75e | (0 - 1) | Mabkout 40e · Hassan 85e | Spectateurs : 35 000 Arbitrage : Ali Sabah Adday | Spectateurs : 35 000 Arbitrage : Ali Sabah Adday |
| 19:15 UTC-3    | Report        |         |                          | Spectateurs : 35 000 Arbitrage : Ali Sabah Adday | Spectateurs : 35 000 Arbitrage : Ali Sabah Adday |

| 11 janvier 2013 | Émirats arabes unis | 2 – 0   | Oman | Stade Khalifa Sports City, Madinat 'Isa           |                                                   |
| 17:45 UTC-3     | Khalil 83e 86e      | (0 - 0) |      | Spectateurs : 7 000 Arbitrage : Yousef Al-Marzouq | Spectateurs : 7 000 Arbitrage : Yousef Al-Marzouq |
| 17:45 UTC-3     | Report              |         |      | Spectateurs : 7 000 Arbitrage : Yousef Al-Marzouq | Spectateurs : 7 000 Arbitrage : Yousef Al-Marzouq |

| 11 janvier 2013 | Bahreïn          | 1 – 0   | Qatar | Stade national de Bahreïn, Riffa               |                                                |
| 17:45 UTC-3     | Aaish 25e (pen.) | (1 - 0) |       | Spectateurs : 35 000 Arbitrage : Viktor Kassai | Spectateurs : 35 000 Arbitrage : Viktor Kassai |
| 17:45 UTC-3     | Report           |         |       | Spectateurs : 35 000 Arbitrage : Viktor Kassai | Spectateurs : 35 000 Arbitrage : Viktor Kassai |

### Groupe B
L'Irak finit première de son groupe avec 3 matchs gagnés. Le Koweït réussit quant à lui à éliminer l'Arabie saoudite en la battant lors de la 3e journée. 
| Rang | Équipe          | Pts | J | G | N | P | Bp | Bc | Diff |
| ---- | --------------- | --- | - | - | - | - | -- | -- | ---- |
| 1    | Irak            | 9   | 3 | 3 | 0 | 0 | 5  | 0  | +5   |
| 2    | Koweït          | 6   | 3 | 2 | 0 | 1 | 3  | 1  | +2   |
| 3    | Arabie saoudite | 3   | 3 | 1 | 0 | 2 | 2  | 3  | -1   |
| 4    | Yémen           | 0   | 3 | 0 | 0 | 3 | 0  | 6  | -6   |

| 6 janvier 2013 | Koweït                     | 2 – 0   | Yémen | Stade Khalifa Sports City, Madinat 'Isa           |                                                   |
| 16:15 UTC-3    | Nasser 63e · Al-Mutawa 82e | (0 - 0) |       | Spectateurs : 10 000 Arbitrage : Banjar Al-Dosari | Spectateurs : 10 000 Arbitrage : Banjar Al-Dosari |
| 16:15 UTC-3    | Report                     |         |       | Spectateurs : 10 000 Arbitrage : Banjar Al-Dosari | Spectateurs : 10 000 Arbitrage : Banjar Al-Dosari |

| 6 janvier 2013 | Arabie saoudite | 0 – 2   | Irak                           | Stade Khalifa Sports City, Madinat 'Isa        |                                                |
| 19:15 UTC-3    |                 | (0 - 1) | Shaker 18e · Hawsawi 72e (csc) | Spectateurs : 15 000 Arbitrage : Viktor Kassai | Spectateurs : 15 000 Arbitrage : Viktor Kassai |
| 19:15 UTC-3    | Report          |         |                                | Spectateurs : 15 000 Arbitrage : Viktor Kassai | Spectateurs : 15 000 Arbitrage : Viktor Kassai |

| 9 janvier 2013 | Irak      | 1 – 0   | Koweït | Stade Khalifa Sports City, Madinat 'Isa          |                                                  |
| 16:15 UTC-3    | Ahmad 29e | (1 - 0) |        | Spectateurs : 12 000 Arbitrage : Nawaf Shukralla | Spectateurs : 12 000 Arbitrage : Nawaf Shukralla |
| 16:15 UTC-3    | Report    |         |        | Spectateurs : 12 000 Arbitrage : Nawaf Shukralla | Spectateurs : 12 000 Arbitrage : Nawaf Shukralla |

| 9 janvier 2013 | Yémen  | 0 – 2   | Arabie saoudite                     | Stade Khalifa Sports City, Madinat 'Isa             |                                                     |
| 19:15 UTC-3    |        | (0 - 1) | Al-Qahtani 33e · F. Al-Muwallad 86e | Spectateurs : 15 000 Arbitrage : Mohamed Al Zarouni | Spectateurs : 15 000 Arbitrage : Mohamed Al Zarouni |
| 19:15 UTC-3    | Report |         |                                     | Spectateurs : 15 000 Arbitrage : Mohamed Al Zarouni | Spectateurs : 15 000 Arbitrage : Mohamed Al Zarouni |

| 12 janvier 2013 | Koweït     | 1 – 0   | Arabie saoudite | Stade national de Bahreïn, Riffa                 |                                                  |
| 17:45 UTC-3     | Nasser 13e | (1 - 0) |                 | Spectateurs : 25 000 Arbitrage : Ravshan Irmatov | Spectateurs : 25 000 Arbitrage : Ravshan Irmatov |
| 17:45 UTC-3     | Report     |         |                 | Spectateurs : 25 000 Arbitrage : Ravshan Irmatov | Spectateurs : 25 000 Arbitrage : Ravshan Irmatov |

| 12 janvier 2013 | Irak                   | 2 – 0   | Yémen | Stade Khalifa Sports City, Madinat 'Isa             |                                                     |
| 17:45 UTC-3     | Ismail 16e · Ahmad 36e | (2 - 0) |       | Spectateurs : 10 000 Arbitrage : Abdullah Al-Hilali | Spectateurs : 10 000 Arbitrage : Abdullah Al-Hilali |
| 17:45 UTC-3     | Report                 |         |       | Spectateurs : 10 000 Arbitrage : Abdullah Al-Hilali | Spectateurs : 10 000 Arbitrage : Abdullah Al-Hilali |

## Tableau finale
|  | Demi-finales        | Demi-finales        | Demi-finales | Demi-finales |                               |                     | Finale   | Finale   | Finale | Finale |
|  |                     |                     |              |              |                               |                     |          |          |        |        |
|  |                     |                     |              |              |                               |                     |          |          |        |        |
|  | Émirats arabes unis | Émirats arabes unis | 1            | 1            |                               |                     |          |          |        |        |
|  | Émirats arabes unis | Émirats arabes unis | 1            | 1            |                               |                     |          |          |        |        |
|  | Koweït              | Koweït              | 0            | 0            |                               |                     |          |          |        |        |
|  | Koweït              | Koweït              | 0            | 0            | Émirats arabes unis           | Émirats arabes unis | 2 ap     | 2 ap     |        |        |
|  |                     |                     |              |              | Émirats arabes unis           | Émirats arabes unis | 2 ap     | 2 ap     |        |        |
|  |                     |                     | Irak         | Irak         | 1                             | 1                   |          |          |        |        |
|  | Irak                | Irak                | Irak         | Irak         | 1                             | 1                   | 1 tab(4) | 1 tab(4) |        |        |
|  | Irak                | Irak                |              |              |                               |                     |          | 1 tab(4) |        |        |
|  | Bahreïn             | Bahreïn             | 1ap (2)      | 1ap (2)      |                               |                     |          |          |        |        |
|  | Bahreïn             | Bahreïn             | 1ap (2)      | 1ap (2)      | Match pour la troisième place |                     |          |          |        |        |
|  |                     |                     |              |              |                               |                     |          |          |        |        |
|  |                     |                     |              |              |                               |                     |          |          |        |        |
|  | Koweït              | Koweït              | 6            | 6            |                               |                     |          |          |        |        |
|  | Koweït              | Koweït              | 6            | 6            |                               |                     |          |          |        |        |
|  | Bahreïn             | Bahreïn             | 1            | 1            |                               |                     |          |          |        |        |
|  | Bahreïn             | Bahreïn             | 1            | 1            |                               |                     |          |          |        |        |

### Demi finales
| 15 janvier 2013 | Émirats arabes unis | 1 – 0   | Koweït | Stade national de Bahreïn, Riffa                    |                                                     |
| 16:15 UTC-3     | Khalil 89e          | (0 - 0) |        | Spectateurs : 30 000 Arbitrage : Abdullah Al-Hilali | Spectateurs : 30 000 Arbitrage : Abdullah Al-Hilali |
| 16:15 UTC-3     | Report              |         |        | Spectateurs : 30 000 Arbitrage : Abdullah Al-Hilali | Spectateurs : 30 000 Arbitrage : Abdullah Al-Hilali |

| 15 janvier 2013 | Irak                                     | 1 – 1 a.p.        | Bahreïn                            | Stade national de Bahreïn, Riffa                 |                                                  |
| 18:45 UTC-3     | Mahmoud 18e                              | (1 - 0)           | Baba 61e                           | Spectateurs : 35 000 Arbitrage : Ravshan Irmatov | Spectateurs : 35 000 Arbitrage : Ravshan Irmatov |
| 18:45 UTC-3     | Report                                   |                   |                                    | Spectateurs : 35 000 Arbitrage : Ravshan Irmatov | Spectateurs : 35 000 Arbitrage : Ravshan Irmatov |
| 18:45 UTC-3     | Yasin · Ismail · Salem · Mahmoud · Sabri | Tirs au but 4 – 2 | Husain · Aaish · Dhiya · Al Malood | Spectateurs : 35 000 Arbitrage : Ravshan Irmatov | Spectateurs : 35 000 Arbitrage : Ravshan Irmatov |

### Match pour la troisième place
| 18 janvier 2013 | Koweït                                                               | 6 − 1   | Bahreïn   | Stade national de Bahreïn, Riffa                  |                                                   |
| 15:30 UTC-3     | Khamis 35e 38e 54e (pen.) · Bani 65e · Al-Mutawa 66e · Al Salimi 71e | (2 - 1) | Yusuf 1re | Spectateurs : 10 000 Arbitrage : Banjar Al-Dosari | Spectateurs : 10 000 Arbitrage : Banjar Al-Dosari |
| 15:30 UTC-3     | Report                                                               |         |           | Spectateurs : 10 000 Arbitrage : Banjar Al-Dosari | Spectateurs : 10 000 Arbitrage : Banjar Al-Dosari |

### Finale
| 18 janvier 2013 | Émirats arabes unis               | 2 – 1 a.p. | Irak        | Stade national de Bahreïn, Riffa                  |                                                   |
| 19:00 UTC-3     | Abdulrahman 28e · Al Hammadi 107e | (1 - 0)    | Mahmoud 81e | Spectateurs : 35 000 Arbitrage : Khalil Al Ghamdi | Spectateurs : 35 000 Arbitrage : Khalil Al Ghamdi |
| 19:00 UTC-3     | Report                            |            |             | Spectateurs : 35 000 Arbitrage : Khalil Al Ghamdi | Spectateurs : 35 000 Arbitrage : Khalil Al Ghamdi |

## Palmarès
| Vainqueur de la Coupe du Golfe 2013 Émirats arabes unis 2e titre |

## Buteurs
3 buts
| - Abdulhadi Khamis | - Ahmed Khalil |  |

2 buts
| - Hammadi Ahmad - Younis Mahmoud - Bader Al-Mutawa | - Yousef Nasser - Khalfan Ibrahim - Omar Abdulrahman | - Ali Mabkhout |

1 but
| - Faouzi Mubarak Aaish - Hussain Ali Baba - Abdulwahab Al Malood - Abdulla Yusuf - Dhurgham Ismail | - Salam Shakir - Abdulrahman Bani - Abdulaziz Al Salimi - Ismail Al Hammadi - Majed Hassan | - Mohamed Ahmed Gharib - Fahad al-Muwallad - Yasser al-Qahtani - Hussain Al-Hadhri - Mohamed El-Sayed |

1 contre son camp
- Osama Hawsawi (match contre l'Irak)

## Statistiques générales des équipes
Cette tableau récapitule les performances de toutes les équipes.
| Pos                   | Team                | Pts | G | N | P | BP | BC | DIF |
| --------------------- | ------------------- | --- | - | - | - | -- | -- | --- |
| 1                     | Émirats arabes unis | 5   | 5 | 0 | 0 | 10 | 3  | +7  |
| 2                     | Irak                | 5   | 4 | 0 | 1 | 7  | 3  | +4  |
| 3                     | Koweït              | 5   | 3 | 0 | 2 | 9  | 3  | +6  |
| 4                     | Bahreïn             | 5   | 1 | 2 | 2 | 4  | 9  | −5  |
| éliminé au 1er tour : |                     |     |   |   |   |    |    |     |
| 5                     | Arabie saoudite     | 3   | 1 | 0 | 2 | 2  | 3  | −1  |
| 6                     | Qatar               | 3   | 1 | 0 | 2 | 3  | 5  | −2  |
| 7                     | Oman                | 3   | 0 | 1 | 2 | 1  | 4  | −3  |
| 8                     | Yémen               | 3   | 0 | 0 | 3 | 0  | 6  | −6  |

## Récompenses financières et Prix

### Récompenses financières pour les équipes
Les récompenses sont attribuées en Riyal saoudiens.
- Première Place : 2 000 000 Riyals
- Deuxième Place : 1 500 000 Riyals
- Troisième Place : 500 000 Riyals
- Quatrième Place : 250 000 Riyals

### Prix pour les joueurs
| Prix                    | Joueur                        | Récompense financière |
| ----------------------- | ----------------------------- | --------------------- |
| Prix du Fair-Play       | Irak                          | 200 000 Riyals        |
| Meilleur buteur         | Abdulhadi Khamis Ahmad Khalil | 100 000 Riyals        |
| Meilleur joueur         | Omar Abdulrahman              | 100 000 Riyals        |
| Meilleur gardien de but | Noor Sabri                    | 100 000 Riyals        |